# Municipio de Donegal (condado de Washington)
El municipio de Donegal (en inglés: Donegal Township) es un municipio ubicado en el condado de Washington en el estado estadounidense de Pensilvania. En el año 2000 tenía una población de 2,428 habitantes y una densidad poblacional de 23 personas por km².

## Geografía
El municipio de Donegal se encuentra ubicado en las coordenadas 40°09′01″N 80°28′39″O / 40.15028, -80.47750.

## Demografía
Según la Oficina del Censo en 2000 los ingresos medios por hogar en la localidad eran de $38,203 y los ingresos medios por familia eran $43,839. Los hombres tenían unos ingresos medios de $33,750 frente a los $20,288 para las mujeres. La renta per cápita para la localidad era de $17,288. Alrededor del 9,0% de la población estaban por debajo del umbral de pobreza.